# Scolelepis kudenovi
Scolelepis kudenovi är en ringmaskart som beskrevs av Hartmann-Schröder 1981. Scolelepis kudenovi ingår i släktet Scolelepis och familjen Spionidae. Inga underarter finns listade i Catalogue of Life.